# Cepoko (Panekan)
Cepoko is een bestuurslaag in het regentschap Magetan van de provincie Oost-Java, Indonesië. Cepoko telt 3262 inwoners (volkstelling 2010).